# 第聂伯罗夫斯凯 (尼古拉耶夫区)
46°38′6″N 31°52′28″E / 46.63500°N 31.87444°E

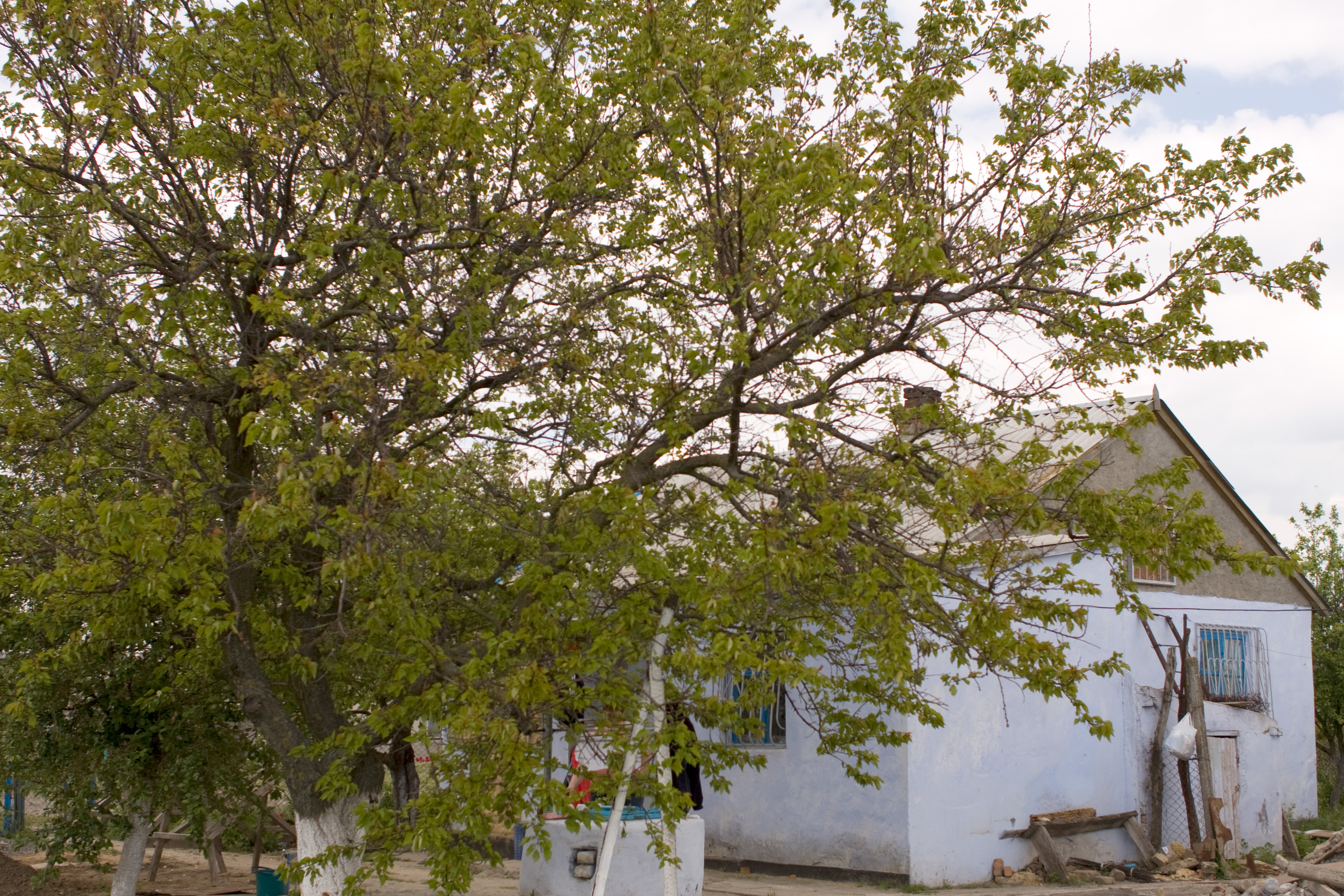
第聂伯罗夫斯凯

第聂伯罗夫斯凯（烏克蘭語：Дніпровське），是烏克蘭南部尼古拉耶夫州尼古拉耶夫區庫楚魯布市鎮的村落。面積0.62平方公里，海拔高度43米，2001年人口219，人口密度每平方公里353.2人。